# Torneio de Plattenhardt de 2011
O Torneio de Plattenhardt de 2011 foi uma competição de futebol realizada entre agremiações juniores da Alemanha, Brasil, Polônia, República Tcheca e Sérvia. Suas partidas foram disputadas na cidade alemã de Plattenhardt, e o campeão foi o Sport Club do Recife.

## Clubes Participantes
Da Alemanha
- Oldenburg
- RW Ahlen
- TSV Plattenhardt

Do Brasil
- Sport Recife

Da Polônia
- Lechia Gdańsk

Da República Tcheca
- FK Teplice

Da Sérvia
- FK Borac

Outros

## Regulamento
O torneio foi organizado em 1ª Fase, Semifinal e Final, com as equipes se enfrentando em partidas de 45 minutos.

## Jogos
Data: ?? de junho de 2011 (1ª Fase)
| Time 1       | Placar | Time 2        |
| ------------ | ------ | ------------- |
| Sport Recife | 2-0    | Lechia Gdańsk |

| Time 1       | Placar | Time 2           |
| ------------ | ------ | ---------------- |
| Sport Recife | 2-0    | TSV Plattenhardt |

| Time 1       | Placar | Time 2   |
| ------------ | ------ | -------- |
| Sport Recife | 0-0    | RW Ahlen |

| Time 1       | Placar | Time 2     |
| ------------ | ------ | ---------- |
| Sport Recife | 0-0    | FK Teplice |

Data: ?? de junho de 2011 (Semifinal)
| Time 1       | Placar | Time 2    |
| ------------ | ------ | --------- |
| Sport Recife | 2-0    | Oldenburg |

Data: 13 de junho de 2011 (Final)
| Time 1       | Placar | Time 2   |
| ------------ | ------ | -------- |
| Sport Recife | 2-0    | FK Borac |

| Campeão do Torneio de Plattenhardt de 2011 |
| ------------------------------------------ |
| Sport Recife                               |